# Siswakhola
Siswakhola – gaun wikas samiti we wschodniej części Nepalu w strefie Kośi w dystrykcie Sankhuwasabha. Według nepalskiego spisu powszechnego z 2001 roku liczył on 563 gospodarstw domowych i 2981 mieszkańców (1489 kobiet i 1492 mężczyzn).